# Laurence Granger
Pour les articles homonymes, voir Granger.
Laurence Granger est une artiste peintre française née à Neuilly-sur-Seine.
Elle vit et travaille à Pontpoint dans l'Oise.

## Parcours
Sa peinture se situe entre l'expressionnisme abstrait et l'abstraction lyrique. « Sémaphores, Moutures, Amers, Tombolos et Pierres noires. Des mots sont apparus entre Laurence Granger et sa peinture, ceux des titres qu’elle donne maintenant par nécessité à chaque période de son travail sériel, comme les repères d’une traversée », dit Ronan Letourneur de son travail.
Laurence Granger est nommée en 2005 pour 3 ans membre de la commission du FIACRE à la DRAC Picardie.

## Expositions, collections publiques, catalogues et autres

### Expositions personnelles
- 1982 Centre d’Action Culturelle, Espace Jean Legendre, Compiègne
- 1989 École Supérieure de Commerce, Amiens
- 1990 Centre culturel, Creil
- 1993 A.S.C.A., Beauvais
- 1993 Centre d’Action Culturelle, Espace Jean Legendre, Compiègne
- 1995 Centre culturel, Pont-Sainte-Maxence
- 1996 Studio Danse Irène Jouhet Soler, Compiègne
- 1996 Espace Matisse, Creil
- 1997 Galerie François Mitterrand, Beauvais
- 1999 Université de Picardie Jules Verne, Amiens
- 2002 L’Estran, Paris
- 2002 Espace Matisse, Creil
- 2002 Arsenal–Musée de Soissons
- 2004 Ancienne gare routière, Royan
- 2005 MAC 2000, Espace Champerret, Paris
- 2006 Ancienne gare routière, Royan
- 2006 MAC 2000, Espace Champerret, Paris
- 2008 ArcelorMittal, siège social, La Plaine Saint-Denis
- 2008 Business Objects, siège social, Levallois-Perret
- 2010 Business Objects/SAP, siège social, Levallois-Perret
- 2010 Swarovski International, siège social, Paris
- 2011 Sentiers avec Bertrand Créac’h et Delphine Rault dans le cadre des Invitations d'artistes organisées par le Conseil régional de Picardie, Arsenal-Musée de Soissons, grande salle ouest
- 2011 Espace Matisse, Creil
- 2014 Peinture (peintures acrylique et dessins), Espace Matisse, Creil
- 2015 Agence LV Immobilier, Paris 8e

### Expositions collectives
- 1984 Échange interrégional de Picardie / Midi Pyrénées, Centre d’Action Culturel, Compiègne / Université le Mirail, Toulouse
- 1986 L’Art, le Brut et la Manière (Œuvres du FRAC Picardie), Abbaye de Saint-Arnoult
- 1986 École nationale supérieure des beaux-arts de Paris et capitales régionales
- 1986 Lauréate de la Picardie pour l’exposition « Les peintres à suivre » de la revue Eighty
- 1987 Hôtel Drouot, Paris
- 1987 Free Art, rue Saint-Martin, Paris
- 1987 Galerie Zürcher, Paris
- 1988 10 = dix, Centre d’Action Culturelle, Compiègne et Maison de la Culture, Amiens
- 1997 Ateliers Portes ouvertes dans l’Oise
- 1997 Expressions, atelier de Valérie Thuillier[3], Creil
- 2000 (Mais) Que sont-ils devenus ?, Chapelle des Visitandines, DRAC, Amiens
- 2000 Stimulant, amer, nécessaire…, Tour Biondi, Creil
- 2001 Performance Zone Bleue par les dépositaires de Bleu Espace Matisse, Creil
- 2005 Invitations d’artistes, Conseil régional de Picardie
- 2005 Centre d’Art Contemporain de l’Abbaye de Trizay, Charente Maritime
- 2006 Espace Rossini, Paris
- 2006 Invitations d’artistes, Conseil régional de Picardie
- 2007 Espace du Vivier, ancienne usine de verre de Folembray, Aisne
- 2007 Galerie de Grancy, Lausanne
- 2008 Business Objects, siège social, Levallois-Perret
- 2010 Les 15 ans de l’Arsenal, Arsenal – Musée de Soissons
- 2010 Ciels ouverts, dans le cadre des Invitations d'artistes, Conseil régional de Picardie, atelier de Pontpoint, Oise
- 2011 Ciel ouvert 2 - 3 artistes à ciel ouvert (avec Madeleine Weber et Adriana Wattel) dans le cadre des Invitations d'artistes, Conseil régional de Picardie, atelier de Pontpoint, Oise
- 2013 Paysages pérennes, paysages éphémères (avec Camille Grain, Hélène Naty, Stéphanie Smalbeen et Philippe Thibaut), galerie 3A, galartco, Chauny, Aisne
- 2014 Salon d'art contemporain (avec entre autres Alain Poras), Aumont-en-Halatte

### Livres d'artiste
- Avec le poète Jean Marc Rosier, Urbanile aux éditions Bernard Dumerchez[4], 2015, 40 ex. numérotés, chaque livre est unique.
- Avec le poète Alain Marc, cartes peintes et livres d'artiste[5], chaque livre et carte est unique.

### Bourses
- Bourse du Fiacre, DRAC Picardie 1986
- Bourse du Fiacre, DRAC Picardie 1997
- Allocation d’installation d’atelier, DRAC Picardie 1999
- Bourse du Fiacre (Fonds d’incitation à la création), DRAC Picardie 2003
- Bourse d'aide à la création arts plastiques, Conseil régional de Picardie 2004
- Allocation d’installation d’atelier, DRAC Picardie 2006
- Bourse d'aide à la création arts plastiques, Conseil régional de Picardie 2009
- Bourse d'aide à la création arts plastiques, Conseil régional de Picardie 2014

### Collections publiques
- Achat du FRAC Picardie 1986
- Achat de la ville de Beauvais 1997
- Achat du musée de Soissons 2002
- Édition limitée d’un service de table en faïence pour la ville de Creil 2011
- Achat de la ville de Creil 2011

## Sur Laurence Granger

### Catalogues
- Laurence Granger, peintures 1992, texte de Bernard Zürcher, 1993
- Laurence Granger, Pierres noires 1997-1999, texte de Ronan Letourneur suivi du texte « Une peinture orchestrée » de Denis Buffard, catalogue Université de Picardie Jules Verne, Amiens, avril 1999
- Laurence Granger, Pierres noires 2000 et Abstracta 2002, texte de Dominique Roussel suivi d’un entretien avec Ronan Letourneur, expositions Creil et Soissons, novembre 2002[6]

### Articles
(Textes non indiqués dans la partie des catalogues.)
- Jacques Demarcq, « La Peinture comme affirmation », catalogue interrégional Picardie/Midi-Pyrénées, décembre 1982
- Claude Engelbach, « Papier de l’impatience », revue Eighty n°14, septembre/octobre 1986
- François Bourgeois, « Signes, corps, objets peut-être… », catalogue 10 = dix, février 1988
- Ronan Letourneur, texte du carton double de l'exposition de la galerie François Mitterrand à Beauvais, novembre 1996
- Bernard Billa, texte de l'exposition de la galerie François Mitterrand à Beauvais, décembre 1996
- Ronan Letourneur, texte de l'exposition de la DRAC à Amiens, juin 2000
- Jean-Yves Heurtebise, texte du catalogue MAC 2005

### Filmographie
- 3 Abstracta de Ronan Letourneur, 16 min, 2002
- Triptyque de Ronan Letourneur, 9 min 17 s, 2011

### Poésie
- Alain Marc, En regard, sur Laurence Granger, 4 livres d'artiste uniques avec des peintures de Laurence Granger, 2016[7]